# Kiyofumi Kanabuchi
Kiyofumi Kanabuchi (jap. 金渕清文 Kanabuchi Kiyofumi; ur. 26 stycznia 1979) – japoński zapaśnik walczący w stylu wolnym. Zajął czwarte miejsce na mistrzostwach Azji w 2001. Wicemistrz igrzysk Azji Wschodniej w 2001. Drugi na mistrzostwach Azji juniorów w 1999 roku.